# Quinque compilationes antiquae

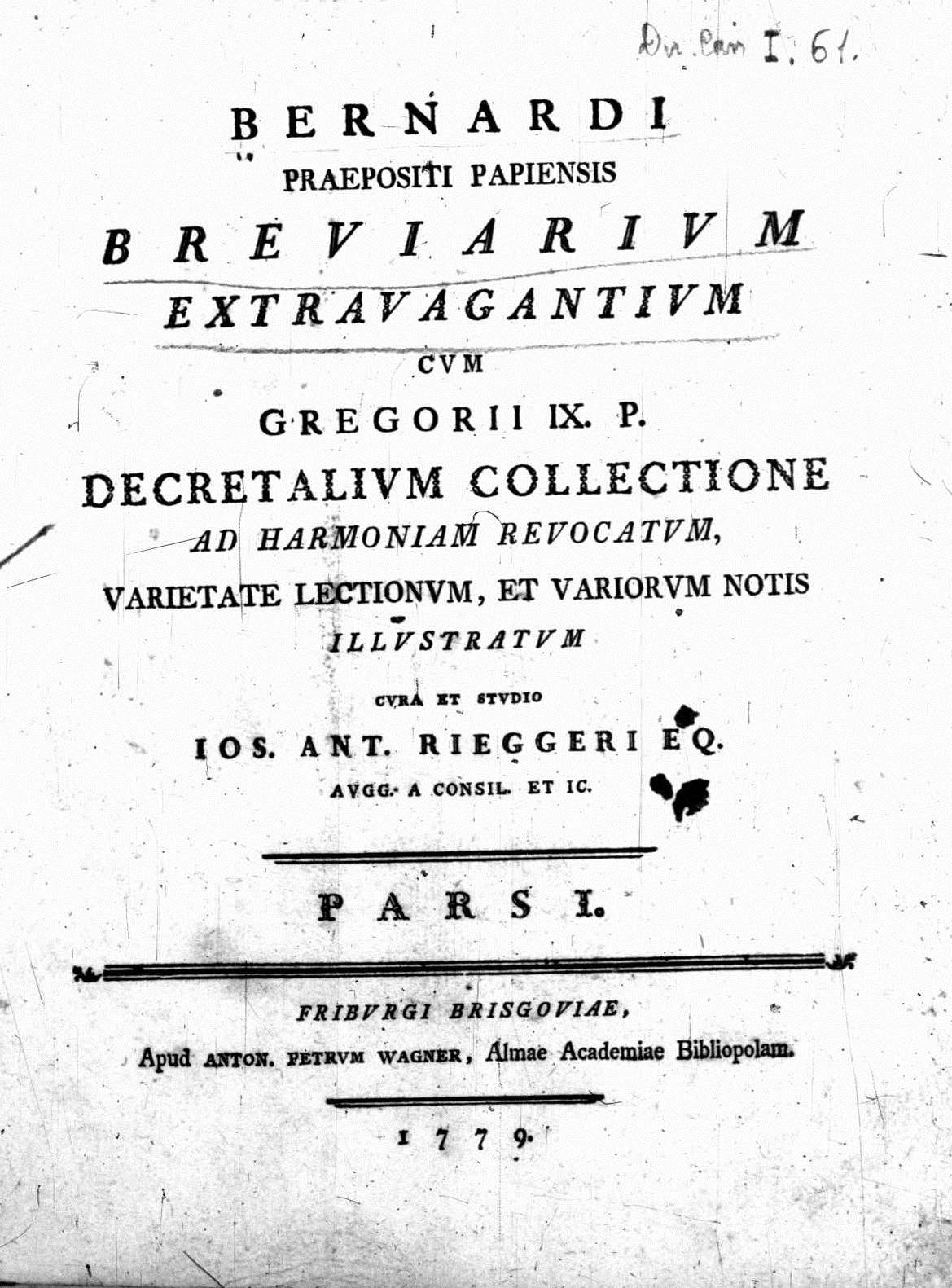
Breviarium extravagantium di Bernardo Balbi, la prima delle cinque collezioni.

Le Quinque compilationes antiquae sono antologie raggruppanti le decretali emesse nel periodo successivo all'emanazione del Decretum Gratiani (prima metà del XII secolo). Erano dette antiquae perché ad esse seguì la cosiddetta compilatio nova, ossia il Liber Extra (o Decretales Gregorii IX).

## Composizione
Compilatio prima
La prima delle cinque collezioni fu composta da Bernardo Balbi di Pavia e raccoglieva tutte le decretali posteriori all'opera del giurista Graziano. Denominata originariamente Breviarium extravagantium, fu scritta fra il 1187 e il 1191. Il Balbi non si accontentò di aggiornare la collezione di Graziano, ma la completò con fonti antiche comprendenti canoni conciliari, frammenti patristici e leggi sia germaniche che romane.
La raccolta fu organizzata in cinque libri, schema adottato poi da tutte le compilazioni successive:
1. iudex ("giurisdizione", contenente norme giuridiche e disposizioni canoniche, obblighi del clero e misure preventive processuali);
2. iudicium (diritto processuale);
3. clerus (vita e beni del clero e dei religiosi in generale);
4. connubia (diritto matrimoniale);
5. crimen (i delitti e il diritto penale).

Bernaldo Balbi, infine, redasse una summa alla sua opera, poiché era destinata all'insegnamento.
Compilatio secunda
La seconda raccolta fu composta da Giovanni del Galles, il quale procedette di propria iniziativa (cioè senza un incarico pubblico); si compone delle decretali precedenti a quelle adunate nella terza.
Compilatio tertia
Promulgata nel 1210 da papa Innocenzo III, raccoglieva le decretali da lui stesso emanate dal momento dell'elezione fino ad allora: il risultato ebbe la sanzione pontificia e fu inviato allo Studium di Bologna. L'incarico di curare l'opera fu affidato a Pietro Collevaccino di Benevento (Petrus Beneventanus).
Compilatio quarta
La quarta raccolta raggruppava le decretali degli ultimi sei anni del pontificato di Innocenzo III (1210-1216) e i provvedimenti adottati dal Concilio Lateranense IV (1215). L'opera è dovuta a Giovanni Teutonico, il quale la presentò a Innocenzo III per averne l'approvazione, che non gli fu concessa. L'opera rimase quindi una collezione privata.
Compilatio quinta
La quinta raccolta contiene le decretali di papa Onorio III (1216-1227); essa ebbe carattere ufficiale. Fu incaricato della redazione dell'opera il giurista Tancredi da Bologna il quale attinse, per ordine del pontefice, ai registri della cancelleria papale. Onorio III promulgò la raccolta con la bolla Novae causarum (2 maggio 1226). Successivamente Tancredi unì al corpus la Constitutio del 1220 dell'imperatore Federico II.
Tutte le compilationes sono basate sullo schema della Prima. Queste cinque collezioni, debitamente numerate, divennero i testi fondamentali di diritto canonico nei corsi d’insegnamento universitario. 

Le Quinque compilationes antiquae furono affiancate dalla crescita della scuola dei canonisti.

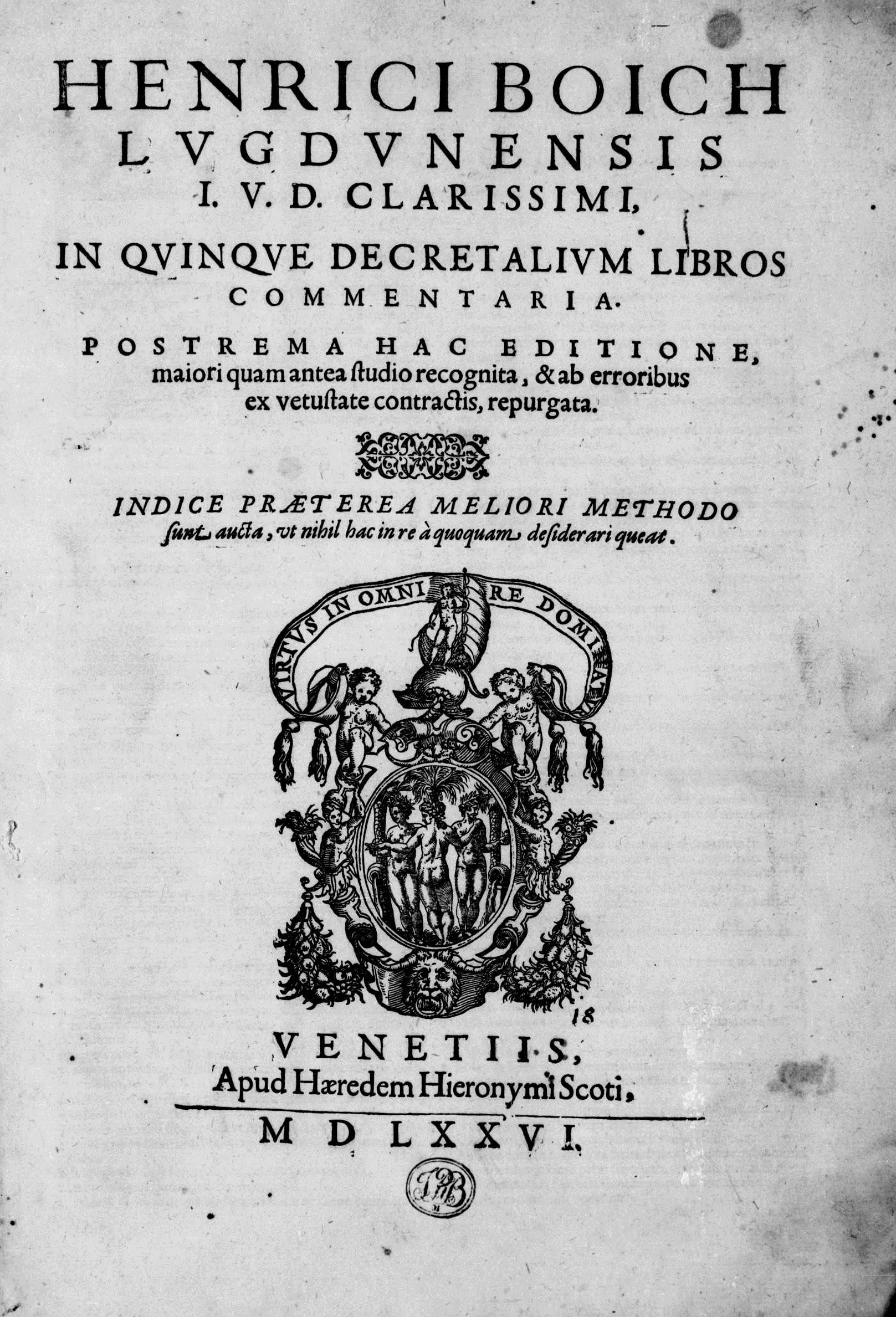
Henri Bohic, In quinque decretalium libros commentaria, édition de 1576